# Star Club caudrésien
Le Star Club caudrésien (parfois appelé Star Club de Caudry) est un club de football français, fondé en 1903 à Caudry dans le département du Nord. Il disparaît en 1967 en fusionnant avec l'US Viesly pour donner naissance au Star Union.

## Histoire
En 1903, plusieurs résidents de Caudry fondent le Star Club, pur club de foot ; parmi eux, on trouve Léonce Bajart, un jeune homme de 15 ans. Sur le maillot aux couleurs bleu et blanc figure une étoile à six pointes. Durant les trente premières années, les équipes du Star Club jouent sur un terrain clôturé (au début guère plus qu'une pâture) à côté du Bassin des Eaux de la localité.
Le club se rattache à la Fédération cycliste et athlétique de France. En 1909, six ans après sa fondation, le SC Caudry se qualifie pour la finale du championnat de France de la FCAF où il rencontre l'Association sportive d'Alfortville, meilleure équipe de la région parisienne. Les Caudrésiens gagnent ce match par 4 buts à 2. Qualifié à ce titre pour le Trophée de France de 1909, qui oppose les champions des différentes fédérations, le club de Caudry doit affronter l'AS Bons Gars de Bordeaux, championne de la Fédération gymnastique et sportive des patronages de France ; le match n'a pas lieu, les frais de voyage étant probablement trop élevés pour le club du Nord. 
Peu après ce succès, le Star Club adhère à l'Union des sociétés françaises de sports athlétiques (USFSA), fédération bien plus importante que la FCAF. Après la Grande Guerre, la section football de l'USFSA rejoint la Fédération Française de Football Association, fondée en avril 1919. En 1914 (en Division Nord B), puis de 1923 à 1926 (en Division d'Honneur Nord B), le club est champion de la deuxième ligue régionale du Nord. À l'exception d'une brève expérience du professionnalisme de 1936-1937, le club de Caudry reste un club amateur évoluant à un niveau régional.
L'histoire des « Étoilés » du SC Caudry s'achève en 1967, lors de la fusion avec l'US Viesly, modeste club d'un village voisin. Le nouveau club, appelé « Star Union », ne parvient pas à monter en championnat de France Amateur. Il est dissout dès 1972 à la suite de la relégation de l'équipe en 1re division départementale, l'US Viesly reprenant son indépendance. En 2012 et 2013, le musée historique de la ville organise une exposition sur le Star Club,. 
Deux ans après la fusion avec Viesly, la ville de Caudry voit la fondation d'un nouveau club de football : l'Entente sportive, qui se considère comme successeur du Star Club. Le club, qui a évolué entre 1987 et 1989 en DH du Nord, existe toujours au XXIe siècle. En 2017-2018 son équipe fanion joue en Régionale 4, et son équipe réserve en D2.

## En Coupe de France et D3 professionnelle
En Coupe de France, le Star Club atteint à trois reprises le stade des 32es de finale de la compétition. Il y est éliminé en 1922-1923 par le Racing Calais (0-2), puis en 1933-1934 et 1935-1936 par deux clubs professionnels, respectivement le Havre AC (1-5), et le SC Fives, pensionnaire de la Première division. Cette dernière fois, les joueurs de Caudry restent invaincus au bout du premier match et de sa prolongation (score final : 0-0), et ne s'inclinent que lors du match de répétition, au cours duquel les Fivois l'emportent par six buts à zéro au stade Félix-Virnot de Mons-en-Barœul.
Le SC Caudry ne participe pas de suite à l’avènement du professionnalisme dans le football français en 1932. En 1936, la FFFA envisage de créer une troisième division professionnelle. Grâce à « l'aide massive de la municipalité, qui finançait plus de la moitié du budget », le Star Club pose sa candidature malgré ses faibles affluences pour une ville de 13 000 habitants. Il est choisi ainsi que neuf autres clubs du nord de la France, dont l'US Tourcoing, le Racing Arras, le SC Abbeville et l'USB Longwy. Caudry termine la saison 1936-1937 au septième rang. Ses joueurs reçoivent un salaire fixe de 200 Francs par mois – le dixième du maximum que la FFFA permet à l'époque – plus une prime de 25 pour un match nul ou 30 Francs pour une victoire. Avec ce niveau de salaire, tous les joueurs devaient travailler en dehors du football. La fédération ayant décidé de suspendre cette D3 dès l'année suivante, le Star Club retourne à l'amateurisme et à sa place en Division d'Honneur.

## Stade
Dans les années 1930, sous la présidence de son mécène Louis Sandras, le SCC fait construire un nouveau stade, avec une tribune assise couverte et équipé d'un drainage de gazon. Ce stade porte encore aujourd'hui le nom de Louis Sandras. Il est inauguré le 1er septembre 1935 avec un match international de football féminin (organisé par la FSFSF) entre les sélections française et belge. En mars 1987, le stade Louis-Sandras sera de nouveau site d'accueil d'une rencontre internationale de football féminin, à l'occasion de la victoire des Bleues face à l'Irlande du Nord par deux buts à zéro.

## Joueurs emblématiques
Émilien Méresse, originaire de Beaumont-en-Cambrésis, un village voisin de Caudry, devenu professionnel (SC Fives, Olympique Lille) et a été appelé en équipe de France (1936), a commencé sa carrière de joueur avec le Star Club. Après la Seconde Guerre mondiale, Méresse est revenu dans cette région en tant qu'entraîneur de l'US Viesly.
Louis Wojtkowiak et Paul Cathelain (ou Catelain) ont joué à Caudry avant de signer un contrat professionnel avec le Racing Paris en 1936. Wojtkowiak, fréquemment appelé Louys par simplicité remporte même la Coupe de France en 1939, trois ans après son départ. Gilles Gauthey décrit d'ailleurs le Star Club pendant les années 1930 comme « un peu la nursery [i.e. école maternelle] du Racing Club de France avec ses Bohee, Falize, Laenert, Louys ».

## Palmarès
- Champion de France (FCAF) : 1909
- Champion de la Division Nord B (USFSA) : 1914
- Champion de la Division d'Honneur Nord B (FFFA) : 1923, 1924, 1925, 1926

## Sources
- Thierry Berthou/Collectif: Dictionnaire historique des clubs de football français. Pages de Foot, Créteil 1999, tome 1,  (ISBN 2-913146-01-5)
- Espace de vie historique – Caudry d’hier et d’aujourd’hui (éd.): Brouillon de l'exposition « Le Star Club », Caudry 2013 (à la mach.)
- Jacques Verhaeghe et Gilbert Hocq: Le football en Nord-Pas-de-Calais 1892–2007. Alan Sutton, Saint-Cyr-sur-Loire 2007,  (ISBN 978-2-84910-681-5)
- Le Star-Club caudrésien